# Бацарашкина, Виталина Игоревна
Витали́на И́горевна Бацара́шкина (род. 1 октября 1996, Омск) — российская спортсменка (пулевая стрельба), двукратная олимпийская чемпионка Токио-2020 в стрельбе из пневматического и малокалиберного пистолета (10 м и 25 м), серебряный призёр Олимпийских игр 2016 года в стрельбе из пневматического пистолета, чемпионка мира 2018 года в смешанных командных соревнованиях, заслуженный мастер спорта России.

## Спортивная карьера

### Начало карьеры
В раннем возрасте ходила на охоту вместе со своим дедом, в 10 лет научилась стрелять из ружья, но в итоге в своей дальнейшей профессиональной карьере предпочла пистолеты винтовке. Начала профессионально заниматься стрельбой в 12 лет. Тренируется под руководством Натальи Ивановны Кудриной.

### Международные соревнования
На международных соревнованиях Виталина Бацарашкина выступает в дисциплинах стрельба из пневматического пистолета на 10 м (AP40) и стрельба из пистолета на 25 м (SP). Первого крупного международного успеха Виталина Бацарашкина добилась на чемпионате Европы среди юниоров в Москве 2014 года, где она заняла третье место в стрельбе из пневматического пистолета на 10 м, набрав в финале 179,2 очка. В том же году она выступает на чемпионате мира среди юниоров в Гранаде, где занимает второе место в стрельбе на 10 м со 198,2 очка в финале. В 2015 году на юниорском кубке мира в Зуле Виталина Бацарашкина занимает первое место в стрельбе на 10 м, набрав 200,2 очка в финале и второе место в стрельбе на 25 метров, набрав в финале одно очко. В том же году на чемпионате Европы среди юниоров в Мариборе Виталина Бацарашкина заняла первое место в стрельбе из пистолета на 25 м, набрав в финале 7 очков. Затем на этапе Кубка мира 2015 года в Габале она занимает второе место в стрельбе на 25 м, набрав в финале одно очко.
В 2018 году Виталина в паре с Артёмом Черноусовым выиграла золотую медаль чемпионата мира в смешанных командных соревнованиях.
1 июня 2021 года спортсменка завоевала бронзу чемпионата Европы по стрельбе из пистолета с 25 метров.

### Выступление на Олимпиадах
7 августа 2016 года на Играх в Рио-де-Жанейро неожиданно выиграла квалификацию, выбив 390 из 400 очков, ближайшие преследовательницы отстали на 3 очка. В финале Виталина сумела отыграть в предпоследней серии очко у гречанки Анны Коракаки и обеспечить себе серебро. Перед последней серией из 2 выстрелов Бацарашкина на два очка отставала от китаянки Чжан Мэнсюэ и не сумела навязать ей борьбу, набрав в итоге на 2,3 очка меньше, 197,1 очка. До Игр в Рио Бацарашкина ни разу не попадала в 10-ку на этапах Кубка мира и занимала 72-ю позицию в мировом рейтинге в этой дисциплине.
25 июля 2021 года одержала победу на Играх в Токио, завоевав первую золотую медаль для российской сборной.
27 июля 2021 на Олимпийских Играх в Токио завоевала серебряную медаль в паре с Артёмом Черноусовым в стрельбе из пневматического пистолета с 10 м (микст).
30 июля 2021 на Олимпиаде в Токио стала двукратной олимпийской чемпионкой, выиграв золотую медаль в стрельбе из пистолета с 25 метров.
Спортсменка заняла второе место в списке самых упоминаемых российских призеров на Олимпиаде.

## Личная жизнь
Во время Олимпиады в Токио спортсменка обмолвилась о предстоящей свадьбе. Её будущий муж — Иван Ильиных, тоже спортсмен, занимающийся стрельбой из винтовки. Пара знакома с 2014 года.
Имеет воинское звание лейтенанта. Во время соревнований на шее носит медальон с символом Школы Кота из игры «Ведьмак 3: Дикая Охота».

## Награды
- Медаль ордена «За заслуги перед Отечеством» I степени (25 августа 2016 года) — за высокие спортивные достижения на Играх XXXI Олимпиады 2016 года в городе Рио-де-Жанейро (Бразилия), проявленные волю к победе и целеустремленность[19].
- Медаль Республики Крым «За доблестный труд» (29 августа 2016) — за высокие спортивные достижения на Играх XXXI Олимпиады 2016 года в городе Рио-де-Жанейро (Бразилия), проявленные волю к победе, стойкость и целеустремлённость, вклад в развитие отечественного спорта[20]
- Орден Дружбы (11 августа 2021 года) — за большой вклад в развитие отечественного спорта, высокие спортивные достижения, волю к победе, стойкость и целеустремленность, проявленные на Играх XXXII Олимпиады 2020 года в городе Токио (Япония)[21].